# Оржев (Житомирская область)
О́ржев (укр. Оржів) — село на Украине, находится в Народичском районе Житомирской области.
Код КОАТУУ — 1823787004. Население по переписи 2001 года составляет 30 человек. Почтовый индекс — 11420. Телефонный код — 4140. Занимает площадь 0,168 км².

## Адрес местного совета
11420, Житомирская область, Народичский р-н, с.Норинцы